# Onofre Marimón
Onofre Marimón (n. 23 decembrie 1923, Zárate⁠(d), Buenos Aires, Argentina – d. 31 iulie 1954, Circuitul Nürburgring, Renania-Palatinat, Germania) a fost un pilot de Formula 1. De-a lungul carierei a luat startul în 11 curse, niciuna din pole-position. Nu a câștigat nicio cursă și a terminat de 2 ori pe podium, acumulând 8,14 puncte în întreaga activitate ca pilot de Formula 1.